# Danh sách tiểu hành tinh: 22401–22500
| Tên                 | Tên đầu tiên | Ngày phát hiện       | Nơi phát hiện    | Người phát hiện                                  |
| ------------------- | ------------ | -------------------- | ---------------- | ------------------------------------------------ |
| 22401 Egisto        | 1995 DP3     | 24 tháng 2 năm 1995  | Asiago           | M. Tombelli                                      |
| 22402 Goshi         | 1995 GN      | 3 tháng 4 năm 1995   | Kuma Kogen       | A. Nakamura                                      |
| 22403 Manjitludher  | 1995 LK      | 5 tháng 6 năm 1995   | Siding Spring    | D. J. Asher                                      |
| 22404 -             | 1995 ME4     | 29 tháng 6 năm 1995  | Kitt Peak        | Spacewatch                                       |
| 22405 Gavioliremo   | 1995 OB      | 19 tháng 7 năm 1995  | Cavezzo          | Cavezzo                                          |
| 22406 -             | 1995 QW5     | 22 tháng 8 năm 1995  | Kitt Peak        | Spacewatch                                       |
| 22407               | 1995 SK2     | 17 tháng 9 năm 1995  | Nachi-Katsuura   | Y. Shimizu, T. Urata                             |
| 22408               | 1995 SC3     | 20 tháng 9 năm 1995  | Kushiro          | S. Ueda, H. Kaneda                               |
| 22409 -             | 1995 SU3     | 20 tháng 9 năm 1995  | Kitami           | K. Endate, K. Watanabe                           |
| 22410 -             | 1995 SS52    | 29 tháng 9 năm 1995  | Kitt Peak        | Spacewatch                                       |
| 22411 -             | 1995 TR      | 2 tháng 10 năm 1995  | Oizumi           | T. Kobayashi                                     |
| 22412 -             | 1995 UQ4     | 25 tháng 10 năm 1995 | Oizumi           | T. Kobayashi                                     |
| 22413 -             | 1995 UB13    | 17 tháng 10 năm 1995 | Kitt Peak        | Spacewatch                                       |
| 22414 -             | 1995 UB15    | 17 tháng 10 năm 1995 | Kitt Peak        | Spacewatch                                       |
| 22415 -             | 1995 UB21    | 19 tháng 10 năm 1995 | Kitt Peak        | Spacewatch                                       |
| 22416 -             | 1995 UC47    | 28 tháng 10 năm 1995 | Kitami           | K. Endate, K. Watanabe                           |
| 22417 -             | 1995 WK1     | 18 tháng 11 năm 1995 | Oizumi           | T. Kobayashi                                     |
| 22418 -             | 1995 WM4     | 20 tháng 11 năm 1995 | Oizumi           | T. Kobayashi                                     |
| 22419 -             | 1995 WP5     | 24 tháng 11 năm 1995 | Oizumi           | T. Kobayashi                                     |
| 22420               | 1995 WL42    | 28 tháng 11 năm 1995 | Xinglong         | Chương trình tiểu hành tinh Bắc Kinh Schmidt CCD |
| 22421 -             | 1995 XC5     | 14 tháng 12 năm 1995 | Kitt Peak        | Spacewatch                                       |
| 22422 -             | 1995 YO5     | 16 tháng 12 năm 1995 | Kitt Peak        | Spacewatch                                       |
| 22423 -             | 1995 YJ12    | 19 tháng 12 năm 1995 | Kitt Peak        | Spacewatch                                       |
| 22424 -             | 1995 YS21    | 20 tháng 12 năm 1995 | Haleakala        | NEAT                                             |
| 22425 -             | 1996 AZ      | 11 tháng 1 năm 1996  | Oizumi           | T. Kobayashi                                     |
| 22426 -             | 1996 AH9     | 13 tháng 1 năm 1996  | Kitt Peak        | Spacewatch                                       |
| 22427 -             | 1996 DB      | 18 tháng 2 năm 1996  | Oizumi           | T. Kobayashi                                     |
| 22428 -             | 1996 DT      | 19 tháng 2 năm 1996  | Oizumi           | T. Kobayashi                                     |
| 22429 Jurašek       | 1996 DD1     | 22 tháng 2 năm 1996  | Modra            | A. Galád, A. Pravda                              |
| 22430 -             | 1996 DM2     | 23 tháng 2 năm 1996  | Oizumi           | T. Kobayashi                                     |
| 22431 -             | 1996 DY2     | 28 tháng 2 năm 1996  | Church Stretton  | S. P. Laurie                                     |
| 22432 -             | 1996 EJ14    | 12 tháng 3 năm 1996  | Kitt Peak        | Spacewatch                                       |
| 22433 -             | 1996 GC2     | 9 tháng 4 năm 1996   | Kiyosato         | S. Otomo                                         |
| 22434 -             | 1996 GE6     | 11 tháng 4 năm 1996  | Kitt Peak        | Spacewatch                                       |
| 22435 -             | 1996 GN7     | 12 tháng 4 năm 1996  | Kitt Peak        | Spacewatch                                       |
| 22436 -             | 1996 GO17    | 15 tháng 4 năm 1996  | La Silla         | E. W. Elst                                       |
| 22437 -             | 1996 GR20    | 15 tháng 4 năm 1996  | La Silla         | E. W. Elst                                       |
| 22438 -             | 1996 HQ19    | 18 tháng 4 năm 1996  | La Silla         | E. W. Elst                                       |
| 22439 -             | 1996 HL20    | 18 tháng 4 năm 1996  | La Silla         | E. W. Elst                                       |
| 22440 Bangsgaard    | 1996 KA      | 17 tháng 5 năm 1996  | Modra            | A. Galád, A. Pravda                              |
| 22441 -             | 1996 PA9     | 8 tháng 8 năm 1996   | La Silla         | E. W. Elst                                       |
| 22442 Blaha         | 1996 TM9     | 14 tháng 10 năm 1996 | Kleť             | J. Tichá, M. Tichý                               |
| 22443 -             | 1996 TJ11    | 11 tháng 10 năm 1996 | Kitami           | K. Endate                                        |
| 22444               | 1996 TK12    | 15 tháng 10 năm 1996 | Nachi-Katsuura   | Y. Shimizu, T. Urata                             |
| 22445               | 1996 TT14    | 9 tháng 10 năm 1996  | Kushiro          | S. Ueda, H. Kaneda                               |
| 22446 -             | 1996 TU25    | 6 tháng 10 năm 1996  | Kitt Peak        | Spacewatch                                       |
| 22447 -             | 1996 TP34    | 10 tháng 10 năm 1996 | Kitt Peak        | Spacewatch                                       |
| 22448 -             | 1996 TP35    | 11 tháng 10 năm 1996 | Kitt Peak        | Spacewatch                                       |
| 22449 -             | 1996 VC      | 1 tháng 11 năm 1996  | Trạm Catalina    | T. B. Spahr                                      |
| 22450 Nové Hrady    | 1996 VN      | 3 tháng 11 năm 1996  | Kleť             | Kleť                                             |
| 22451 Tymothycoons  | 1996 VN6     | 13 tháng 11 năm 1996 | Campo Imperatore | A. Boattini, A. Di Paola                         |
| 22452               | 1996 VD8     | 3 tháng 11 năm 1996  | Kushiro          | S. Ueda, H. Kaneda                               |
| 22453 -             | 1996 VC9     | 7 tháng 11 năm 1996  | Kitami           | K. Endate, K. Watanabe                           |
| 22454 -             | 1996 VU17    | 6 tháng 11 năm 1996  | Kitt Peak        | Spacewatch                                       |
| 22455 -             | 1996 XK1     | 2 tháng 12 năm 1996  | Oizumi           | T. Kobayashi                                     |
| 22456 -             | 1996 XF12    | 4 tháng 12 năm 1996  | Kitt Peak        | Spacewatch                                       |
| 22457               | 1996 XC15    | 10 tháng 12 năm 1996 | Xinglong         | Chương trình tiểu hành tinh Bắc Kinh Schmidt CCD |
| 22458 -             | 1996 XD31    | 14 tháng 12 năm 1996 | Oizumi           | T. Kobayashi                                     |
| 22459 -             | 1997 AD2     | 3 tháng 1 năm 1997   | Oizumi           | T. Kobayashi                                     |
| 22460 -             | 1997 AJ2     | 3 tháng 1 năm 1997   | Oizumi           | T. Kobayashi                                     |
| 22461 -             | 1997 AB7     | 9 tháng 1 năm 1997   | Oizumi           | T. Kobayashi                                     |
| 22462 -             | 1997 AF7     | 9 tháng 1 năm 1997   | Oizumi           | T. Kobayashi                                     |
| 22463 -             | 1997 AT13    | 11 tháng 1 năm 1997  | Haleakala        | NEAT                                             |
| 22464               | 1997 AG14    | 4 tháng 1 năm 1997   | Xinglong         | Chương trình tiểu hành tinh Bắc Kinh Schmidt CCD |
| 22465 Karelanděl    | 1997 AK18    | 15 tháng 1 năm 1997  | Kleť             | M. Tichý, Z. Moravec                             |
| 22466 -             | 1997 BA3     | 30 tháng 1 năm 1997  | Oizumi           | T. Kobayashi                                     |
| 22467 Koharumi      | 1997 BC3     | 30 tháng 1 năm 1997  | Oizumi           | T. Kobayashi                                     |
| 22468 -             | 1997 CK1     | 1 tháng 2 năm 1997   | Oizumi           | T. Kobayashi                                     |
| 22469 Poloniny      | 1997 CP1     | 2 tháng 2 năm 1997   | Modra            | P. Kolény, L. Kornoš                             |
| 22470 Shirakawa-go  | 1997 CR21    | 9 tháng 2 năm 1997   | Chichibu         | N. Sato                                          |
| 22471               | 1997 CR28    | 2 tháng 2 năm 1997   | Xinglong         | Chương trình tiểu hành tinh Bắc Kinh Schmidt CCD |
| 22472               | 1997 CT28    | 6 tháng 2 năm 1997   | Xinglong         | Beijing Schmidt CCD Asteroid Program             |
| 22473 -             | 1997 EN4     | 2 tháng 3 năm 1997   | Kitt Peak        | Spacewatch                                       |
| 22474 Frobenius     | 1997 ED8     | 8 tháng 3 năm 1997   | Prescott         | P. G. Comba                                      |
| 22475 -             | 1997 EH13    | 3 tháng 3 năm 1997   | Kitt Peak        | Spacewatch                                       |
| 22476               | 1997 EM23    | 8 tháng 3 năm 1997   | Xinglong         | Chương trình tiểu hành tinh Bắc Kinh Schmidt CCD |
| 22477 -             | 1997 EU42    | 10 tháng 3 năm 1997  | Socorro          | LINEAR                                           |
| 22478 -             | 1997 EM48    | 11 tháng 3 năm 1997  | La Silla         | E. W. Elst                                       |
| 22479               | 1997 FY1     | 29 tháng 3 năm 1997  | Xinglong         | Chương trình tiểu hành tinh Bắc Kinh Schmidt CCD |
| 22480 -             | 1997 GU3     | 3 tháng 4 năm 1997   | Kitami           | K. Endate, K. Watanabe                           |
| 22481 -             | 1997 GM13    | 3 tháng 4 năm 1997   | Socorro          | LINEAR                                           |
| 22482 -             | 1997 GK16    | 3 tháng 4 năm 1997   | Socorro          | LINEAR                                           |
| 22483 -             | 1997 GX16    | 3 tháng 4 năm 1997   | Socorro          | LINEAR                                           |
| 22484 -             | 1997 GX21    | 6 tháng 4 năm 1997   | Socorro          | LINEAR                                           |
| 22485 -             | 1997 GS22    | 6 tháng 4 năm 1997   | Socorro          | LINEAR                                           |
| 22486 -             | 1997 GZ22    | 6 tháng 4 năm 1997   | Socorro          | LINEAR                                           |
| 22487 -             | 1997 GP23    | 6 tháng 4 năm 1997   | Socorro          | LINEAR                                           |
| 22488 -             | 1997 GP24    | 7 tháng 4 năm 1997   | Socorro          | LINEAR                                           |
| 22489 Yanaka        | 1997 GR24    | 7 tháng 4 năm 1997   | Kuma Kogen       | A. Nakamura                                      |
| 22490 Zigamiyama    | 1997 GB26    | 11 tháng 4 năm 1997  | Nanyo            | T. Okuni                                         |
| 22491 -             | 1997 GX32    | 3 tháng 4 năm 1997   | Socorro          | LINEAR                                           |
| 22492 -             | 1997 GN35    | 6 tháng 4 năm 1997   | Socorro          | LINEAR                                           |
| 22493 -             | 1997 GP40    | 7 tháng 4 năm 1997   | La Silla         | E. W. Elst                                       |
| 22494 -             | 1997 JL      | 2 tháng 5 năm 1997   | Kitt Peak        | Spacewatch                                       |
| 22495 Fubini        | 1997 JU3     | 6 tháng 5 năm 1997   | Prescott         | P. G. Comba                                      |
| 22496 -             | 1997 JH13    | 3 tháng 5 năm 1997   | La Silla         | E. W. Elst                                       |
| 22497 Immanuelfuchs | 1997 KG      | 30 tháng 5 năm 1997  | Prescott         | P. G. Comba                                      |
| 22498 -             | 1997 LY2     | 5 tháng 6 năm 1997   | Kitt Peak        | Spacewatch                                       |
| 22499 -             | 1997 MP9     | 27 tháng 6 năm 1997  | Kitt Peak        | Spacewatch                                       |
| 22500 -             | 1997 OJ      | 26 tháng 7 năm 1997  | Sormano          | P. Sicoli, A. Testa                              |